# Jean Hani
Jean Hani (né le 24 juin 1917 au Pecq et mort le 30 septembre 2012 à Vannes) est un historien, philosophe et essayiste français, spécialiste des civilisation et littérature grecques.

## Biographie
Né en 1917, Jean Hani s'est avéré un brillant étudiant du secondaire, poursuivant ses études universitaires en littérature classique, et obtenant un doctorat avec une thèse sur l'influence de la religion égyptienne sur la pensée de Plutarque. Nommé maître de conférences à l'Université d'Amiens, il fonde le Centre de Recherches sur l'Antiquité Classique et dirige pendant plusieurs années un Séminaire d'Histoire de la religion grecque. Après sa retraite, il devient collaborateur fréquent de revues telles Connaissance des religions et Vers la tradition. Hani est connu pour ses études sur le symbolisme chrétien, en particulier sur la messe  et l'ésotérisme de l'architecture chrétienne.
Trois types d'œuvres peuvent être distingués dans la production de Hani: les œuvres de philologie classique, les œuvres traitant de l'histoire des religions et les œuvres traitant du symbolisme traditionnel et sacré. Le premier groupe est représenté par ses traductions annotées de Plutarque, publiées en partie dans la Collection Budé. Le deuxième groupe est représenté par sa thèse de doctorat sur l'influence de la religion égyptienne sur la pensée de Plutarque. Et le troisième groupe comprend des œuvres comme Le Symbolisme du temple chrétien (1962), Les Métiers de Dieu (1975), La Divine liturgie (1981) et La Royauté sacrée (1984) dans lesquelles sa maîtrise de l'herméneutique et de l'exégèse traditionnelle est solidement établie. Ces livres ont été traduits en anglais et dans plusieurs autres langues européennes.
Selon Jean Borella, les principes exposés dans Le Symbolisme du temple chrétien ont déjà été mis en pratique dans la mise en place de certaines fondations monastiques contemporaines. Borella considère également que Hani est le premier auteur universitaire à avoir réussi à marier les idées de Guénon  à l'étude contemporaine des religions hellénistiques et du christianisme.

## Publications

### En français
- Le Symbolisme du temple chrétien, Paris, la Colombe: Éditions du Vieux Colombier (Ligugé, impr. Aubin), 1962.
- Consolation à Apollonios, texte et traduction avec introduction et commentaire par Jean Hani. Paris: Klincksieck, 1972.
- La Religion égyptienne dans la pensée de Plutarque. Paris: les Belles lettres, 1976.
- Plutarque, Œuvres morales Tome VIII : Traités 42-45. Paris: Éditions "Les Belles Lettres", 1980  (ISBN 978-2-251-00268-2).
- La Divine liturgie: aperçus sur la messe. Paris: Éditions de la Maisnie, 1981  (ISBN 2-85707-065-9).
- La Royauté sacrée: du pharaon au roi très chrétien. Paris: Guy Trédaniel, 1984  (ISBN 2-85707-133-7). Reprinted 2010: Paris, l'Harmattan,  (ISBN 978-2-296-11676-4).
- Mythes, rites et symboles. Les chemins de l'invisible. Paris, Guy Trédaniel Éditeur, 1992  (ISBN 978-2-857074-91-5).
- La Vierge noire et le mystère marial. Paris: Guy Trédaniel, 1995  (ISBN 2-85707-723-8).
- Le monde à l'envers: essais critiques sur la civilisation moderne. Lausanne: l'Âge d'homme, 2001
- Plutarque, Œuvres morales Tome II : Traités 10-14. Paris: Éditions "Les Belles Lettres", 2003  (ISBN 978-2-251-00372-6).
- Les métiers de Dieu: préliminaires à une spiritualité du travail. Paris: J.-C. Godefroy, impr. 2010  (ISBN 978-2-86553-219-3).

### Traductions en anglais
- The Black Virgin: A Marian Mystery. San Rafael, CA: Sophia Perennis, 2007  (ISBN 978-1-597310-65-9).
- Divine Craftsmanship: Preliminaries to a Spirituality of Work. New York: Sophia Perennis, 2007  (ISBN 978-1-597310-68-0).
- The Divine Liturgy: Insights Into Its Mystery. San Rafael, CA: Sophia Perennis, 2008  (ISBN 978-1-597310-75-8)
- The Symbolism of the Christian Temple. San Rafael, CA: Sophia Perennis, 2007  (ISBN 978-1-597310-75-8)
- Sacred Royalty. London: The Matheson Trust, 2011,  (ISBN 978-1-908092-05-2) [8].